# Batalla de Charleroi (1914)
|  | Aquest article tracta sobre una batalla de la Primera Guerra Mundial. Si cerqueu una batalla de la Segona Guerra Mundial, vegeu «Batalla de Charleroi (1940)». |

La batalla de Charleroi, anomenada batalla del Sambre (Schlacht an der Sambre) pels alemanys, és una batalla de la Primera Guerra Mundial on les tropes franceses del general Charles Lanrezac van lluitar contra el 2n Exèrcit alemany del general Karl von Bülow, entre el 21 i el 23 d'agost de 1914, durant la batalla de les Fronteres.

## La intenció estratègica

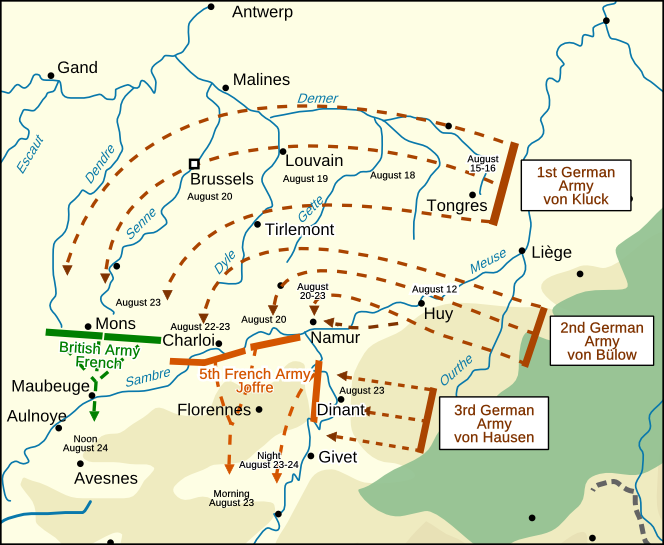
Avanç de l'exèrcit alemany per Bèlgica, agost de 1914

La batalla va ser el resultat de l'enfrontament entre el 5è Exèrcit francès, comandat pel general Lanrezac, i el 2n Exèrcit alemany, comandat pel generaloberst von Bülow.
El 5è exèrcit francès va avançar cap al nord per atacar l'ala mòbil alemanya des de l'oest. El 2n Exèrcit alemany va creuar Bèlgica en un vast moviment giratori centrat a les Ardenes i va avançar cap al sud-sud-oest amb l'objectiu d'atacar Maubeuge pel nord.
A l'oest del 5è Exèrcit es trobava la Força Expedicionària Britànica (BEF), que estava lluitant en aquell moment amb el 1r Exèrcit alemany del generaloberst Alexandre von Kluck (Batalla de Mons). Al sud-oest es trobava el 4t Exèrcit francès del general Fernand de Langle de Cary.

## El desenvolupament de la batalla
El 20 d'agost, el 5è Exèrcit francès avança cap al nord amb una coberta de cavalleria proporcionada pels cossos de cavalleria Sordet, dos cossos d'exèrcit en primer nivell, el 3r i el 10è Cos d'Exèrcit, i un cos al flanc dret, el 1r Cos d'Exèrcit. El 3r i el 10è cos van arribar al llarg del Sambre, entre Charleroi i Namur, i ocupen els ponts. El 1r Cos s'estableix al llarg del Mosa. El 5è Exèrcit francès, per tant, forma un angle recte en el punt nord-est. El 2n Exèrcit alemany avança pel seu costat amb una coberta de cavalleria i dos cossos d'exèrcit al capdavant, el 10è cos d'exèrcit i el cos de la Guàrdia.

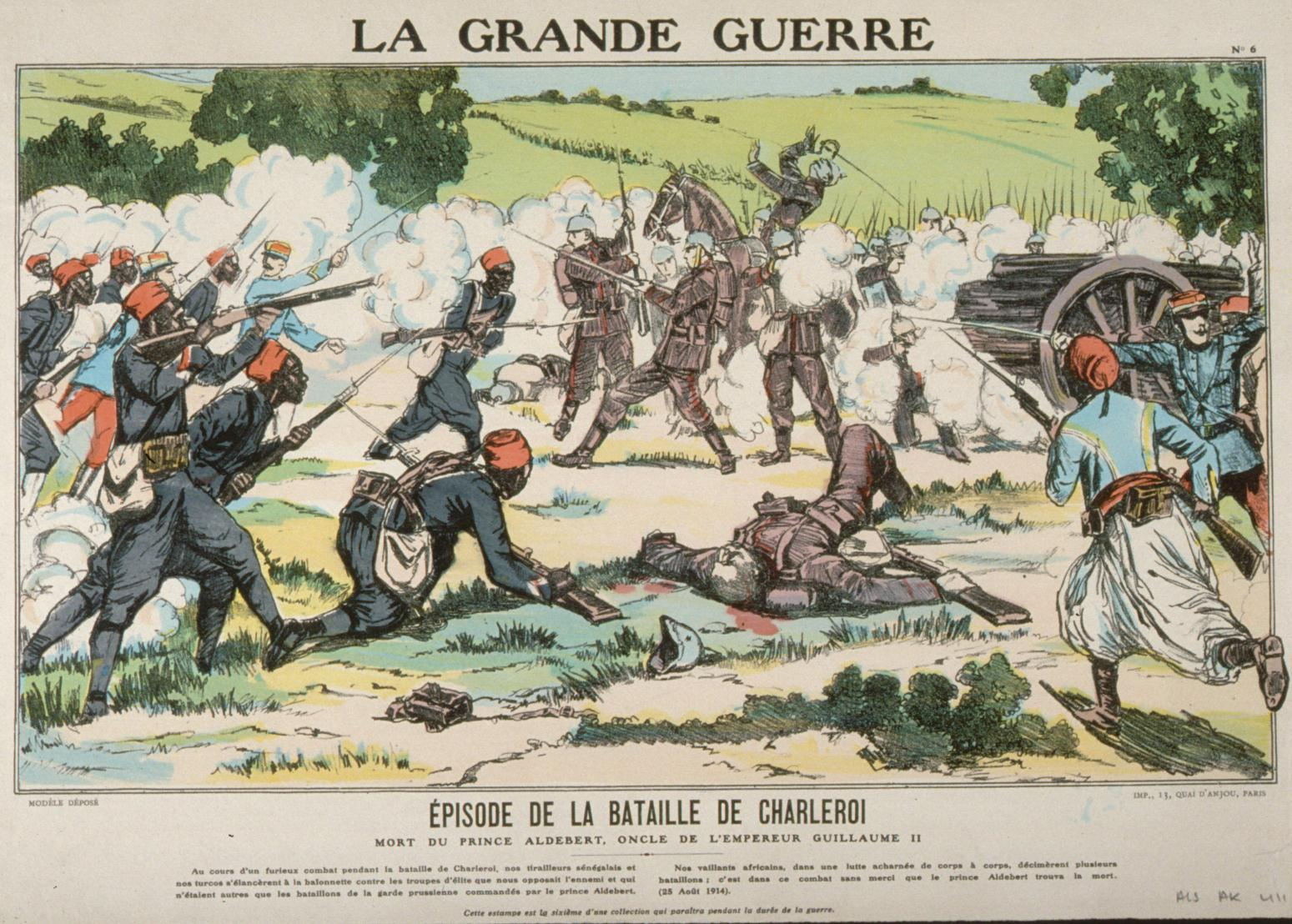
Litografia francesa de 1915, titulada «Episodi de la batalla de Charleroi; mort del príncep Aldebert, oncle de l'emperador Guillem II», i mostrant una lluita entre els tiradors senegalesos i la Guàrdia alemanya. La data és incorrecta, van ser els tiradors algerians i els zuaus qui van atacar, i no va ser el Príncep Adalbert, sinó el Príncep Frederic de Saxònia-Meiningen qui va morir el 23 d'agost de 1914.

El 21 d'agost, els cossos d'exèrcit avançats es troben en els ponts de la regió de Tamines, Arsimont i Auvelais. Els francesos van descendir des de les altures del Sambre per lluitar en els ponts. El terreny és difícil perquè l'àrea, bastant industrial, està densament construïda i impedeix l'ús de l'artilleria de campanya. Els alemanys, més realistes, són ràpids per establir caps de pont a la riba sud del riu.
El 22 d'agost, els dos cossos francesos reforçats per la 37a Divisió d'Infanteria i la 38a Divisió d'Infanteria (zuaus i tiradors algerians de l'exèrcit africà) intenten atacar i prendre els ponts, en va. Aquestes contra-ofensives, realitzades d'acord amb la doctrina vigent, són molt letals sense cap resultat concret. Els francesos descobreixen en aquesta ocasió l'eficàcia de les metralladores alemanyes i l'artilleria pesada. Els cossos alemanys de segon nivell intenten avançar per Charleroi.
El 23 d'agost, el 3r i el 5è cos, fortament afectats pel fracàs de la seva contraofensiva, es van posar a la defensiva als turons meridionals del Sambre. El 1r cos francès fa contacte amb els guarda-flancs del 3r Exèrcit alemany al llarg del Mosa i intenta impedir l'encreuament del riu, especialment a la regió de Dinant. Simultàniament, els britànics es troben amb el 1r Exèrcit alemany durant la batalla de Mons i es veuen obligats a retirar-se. Es crida al cos de cavalleria Sordet per assegurar el contacte entre els francesos i les tropes del mariscal britànic John French. Els dos flancs del 5è Exèrcit francès estan amenaçats.
El 24 d'agost, el general Charles Lanrezac es veu obligat a demanar la retirada cap a la línia Avesnes-sur-Helpe-Regniowez, i després cap la línia La Capelle-Hirson-Charleville, per donar suport per l'esquerra al bastió de Maubeuge, a la dreta de les Ardenes, en un intent de recuperar-se.

## El resultat de la batalla
Aquesta batalla brutalment frontal va anar malament pels francesos, empesos pels alemanys. Van sorgir les deficiències de la doctrina francesa, inclòs l'esperit «d'ofensiva a qualsevol preu».
Destaca l'equilibri i la complementarietat necessaris entre el moviment i el foc. Mostra la incapacitat de l'exèrcit francès per organitzar una fase defensiva. Els alemanys demostren la seva superioritat tàctica, incloent el seu mètode de progressió sistemàtica i l'ús de metralladores, i la seva superioritat material a causa de l'omnipresent artilleria pesada oposada al canó de 75 mm francès, una arma encara efectiva, ràpida i flexible d'usar .
El general Lanrezac, per la seva banda, ordena la retirada del 5è Exèrcit francès en el moment adequat. Desbordat pels flancs, la seva posició defensiva es torna ràpidament insostenible. Les seves tropes, malgrat derrotades, mantenen una bona disciplina, un esperit de lluita i es retiren en ordre, tot i que la resposta és molt aleatòria. Aquesta retirada és un element vital d'èxit per a la batalla de Guise i especialment per a la batalla del Marne, que evita un altre Sedan.
La batalla dona lloc a les atrocitats alemanyes sobre la població civil a Charleroi, Tamines, etc.